# Wilhelm von Opel
Wilhelm von Opel (n. 15 mai 1871, Rüsselsheim, Hessa, Germania – d. 2 mai 1948, Wiesbaden, Germania sub ocupație aliată), cunoscut sub numele de Wilhelm Opel înainte de a fi înnobilat în 1917, a fost unul dintre fondatorii producătorului german de automobile Opel. A introdus linia de asamblare în industria automobilelor germane.
Tatăl său, Adam Opel, a fondat firma de familie ca producător de mașini de cusut și, ulterior, se diversificase în fabricarea de biciclete. Wilhelm a studiat ingineria la Technische Hochschule Darmstadt și și-a luat doctoratul în 1912 de la universitate. După moartea lui Adam, în 1895, controlul companiei a trecut la soția și la cinci fii. În 1898, Wilhelm și fratele său Fritz l-au adus pe Opel în industria automobilelor odată cu achiziționarea micii fabrici de automobile Lutzmann de la Dessau.
În 1917, Wilhelm și fratele său Heinrich Opel au fost ridicați la nobilimea Marelui Ducat de Hesse. Fratele lor Carl a fost crescut la același rang în anul următor. Wilhelm a avut un fiu și o fiică, Fritz von Opel și Eleonore von Opel.
În 1933, Opel s-a alăturat partidului nazist și a devenit în curând un susținător activ al acestuia, făcând contribuții financiare la SS și primind titlul de patron.
În ianuarie 1947, a fost găsit vinovat de o instanță de denazificare și a trebuit să plătească o amendă mare. A murit în anul următor.
Opel este bunicul lui Rikky von Opel și al lui Gunter Sachs.